# Журавлёв, Даниил Арсентьевич
Дании́л Арсе́нтьевич Журавлёв (25 декабря 1900, село Баймакский завод, Орский уезд, Оренбургская губерния, Российская империя — 16 сентября 1974, Москва, СССР) — советский военачальник, генерал-полковник артиллерии (1944). Один из крупных руководителей советской противовоздушной обороны в годы Великой Отечественной войны.

## Молодость, гражданская война
Родился 25 декабря 1900 года в селе Баймакский завод Оренбургской губернии в семье шахтера. После окончания школы работал телефонистом и лаборантом на Баймакском золото-медном заводе.
Участник гражданской войны с августа 1918 года, когда добровольно вступил в созданный в Баймаке отряд Красной Гвардии. В его составе участвовал в боях против войск Оренбургского казачьего войска атамана А. И. Дутова. После поражения красных войск в этих боях скрывался на занятой белыми территории. В феврале 1919 года вступил в Красную Армию, зачислен красноармейцем в 1-й Интернациональный полк 24-й стрелковой дивизии. В апреле переведён в 217-й стрелковый полк той же дивизии. Воевал на Восточном фронте против войск адмирала А. В. Колчака. В июне—ноябре 1919 года учился на телефонных курсах при 49-й стрелковой дивизии, после их окончания назначен начальником связи и инструктором телефонного дела в 217-м стрелковом полку. С мая 1920 года служил сотрудником по учёту комсостава в политотделе 1-й армии Туркестанского фронта. В декабре 1920 года заболел тифом в тяжелой форме, полгода находился в госпитале в Полторацке (ныне Ашхабад). Член РКП(б) с 1920 года.
С июня по август 1921 года — заведующий партийным столом политотдела 1-й стрелковой дивизии Туркестанского фронта. В 1922 году окончил Военно-политические курсы РККА в Ташкенте, по окончании назначен в августе 1922 года политруком роты 12-го территориального стрелкового полка, затем служил в нём же военкомом отряда и военкомом батальона. В это время активно участвовал в боевых действиях против басмачества в Средней и Восточной Бухаре. Всего в годы гражданской войны получил одно тяжелое и одно лёгкое ранения, а также контузию.

## Межвоенный период
С мая 1925 года служил в Белорусском военном округе политруком батареи 5-го отдельного полевого артиллерийского дивизиона (Бобруйск). Увлёкся артиллерийским делом, обратился к командованию с просьбой направить на учёбу и затем перевести на командную работе в артиллерию. В 1926 году направлен на учёбу в Киевскую объединённую военную школу имени С. С. Каменева, после её расформирования в сентябре 1927 года переведён в Сумскую артиллерийскую школу имени М. В. Фрунзе.
С 1928 года служил в 10-м артиллерийском полку Ленинградского военного округа (Вологда): помощник командира и командир батареи, командир дивизиона. В 1931 году окончил разведывательное отделение на Курсах усовершенствования комсостава Ленинградского военного округа (Луга). С 1931 года служил в 1-м корпусном артиллерийском полку 1-го стрелкового корпуса ЛенВО: помощник командира линейного и учебного дивизионов артиллерийской инструментальной разведки. В 1934 году окончил артиллерийские КУОКС РККА. В 1936 году его дивизион был признан лучшим в РККА, за что Д. А. Журавлёв был награждён орденом Красной Звезды. В августе 1936 года назначен командиром учебного дивизиона 2-го Ленинградского артиллерийского училища, а в ноябре 1937 года назначен временно исполняющим должность начальника этого училища. С марта 1938 года — начальник Рязанского артиллерийского училища. В марте 1941 года назначен командиром 1-го корпуса ПВО и одновременно начальником пункта ПВО Москвы (вступил в должность в мае 1941 года). На то время это было самое крупное формирование Войск ПВО, отвечавшее за прикрытие с воздуха Москвы и всего Московского промышленного района от ударов авиации противника.
Депутат Верховного Совета РСФСР 1‑го созыва.

## Великая Отечественная война
Участник Великой Отечественной войны с июня 1941 года. Внёс огромный вклад в отражение массированных бомбардировочных налётов на Москву. Ему был оперативно подчинён 6-й истребительный авиационный корпус ПВО. Генерал Журавлёв совместно с командующим Московской зоной ПВО М. С. Громадиным разработал план отражения налётов немецкой авиации и дислокацию частей ПВО. Под его руководством были спешно сформированы и поставлены на боевое дежурство 4 полка зенитной артиллерии, 2 полка зенитных пулемётов, 2 полка зенитных прожекторов, усилены части аэростатов заграждения. При отражении первого массированного авианалёта в ночь на 22 июля 1941 года средствами ПВО Москвы было сбито 22 бомбардировщика противника из 220 участвовавших в налёте, при отражении второго налёта в ночь на 23 июня сбито ещё 15 самолётов из вылетевших около 200. Всего же за июль 1941 — январь 1942 года к Москве прорвалось только 229 из 7146 самолётов врага, но мощная противовоздушная оборона и им не позволила нанести существенный урон. Значительные разрушения или повреждения получили только 22 промышленных предприятия, основная часть немецких самолётов беспорядочно высыпала бомбы на жилые районы (погибло около 2 000 москвичей, повреждено или разрушено 5584 жилых здания, 90 госпиталей, 253 школы и 19 театров и учреждений культуры). Когда в ходе битвы за Москву немецкие войска подошли на близкие подступы к городу, зенитные части оставались на своих рубежах до конца, а затем вступали в бой с немецкими танками и пехотой.
И. В. Сталин высоко оценил действия войск ПВО при защите Москвы. Приказом народного комиссара обороны № 241 от 22 июля 1941 года за успешное отражение первого массированного налета на Москву личному составу 1-го корпуса ПВО была объявлена благодарность, 28 октября 1941 года Д. А. Журавлеву было присвоено воинское звание генерал-лейтенанта артиллерии, он также был награждён орденом Красного Знамени.
В декабре 1941 года на безе 1-го корпуса ПВО был сформирован Московский корпусной район ПВО, командиром которого был назначен Д. А. Журавлёв. В апреле 1942 года был развернут Московский фронт ПВО во главе с ним же. В июле 1943 года фронт был реорганизован в Особую Московскую армию ПВО. В результате действий советской противовоздушной обороны и под влиянием общей обстановки на фронте, с февраля 1942 года немецкое командование отказалось от массированных налётов на Москву, перейдя к тактике ударов отдельными самолётами, а летом 1943 года бомбовые удары по Москве прекратились (до весны 1944 года изредка в районе Москвы появлялись высотные самолёты-разведчики).
С 11 января 1945 года Д. А. Журавлёв — командующий войсками Западного фронта ПВО (2-го формирования). Войска этого фронта обеспечивали противовоздушную оборону городов и важнейших железнодорожных узлов Минск, Рига, Варшава, переправ через реки Висла и Одер. Особенно успешно действовал в ходе подготовки и проведения Берлинской операции, умело организовав взаимодействие соединений фронта с войсковой ПВО. В результате было обеспечено надёжное прикрытие войск и тыловых коммуникаций советских фронтов, сорваны попытки немецкой авиации нарушить снабжение советских войск путём разрушения железнодорожных мостов.

## Послевоенная служба
С декабря 1945 года командовал войсками Западного округа ПВО. С мая 1946 года — первый заместитель командующего Войсками ПВО СССР. С января по ноябрь 1948 года — командующий войсками Северо‑Западного округа ПВО. В 1950 году окончил курсы усовершенствования высшего командного состава при Высшей военной академии им. К. Е. Ворошилова. С июля 1950 года — начальник войск ВНОС (войска воздушного наблюдения, оповещения и связи) — начальник Управления войск ВНОС Главного штаба Войск ПВО страны. С 1951 года — начальник радиотехнических войск и службы воздушного оповещения и связи Войск ПВО СССР. В августе 1954 года уволился в запас по болезни.
Жил в Москве. Умер 16 сентября 1974 года в Москве. Похоронен на Новодевичьем кладбище.
Автор книги мемуаров [[militera.lib.ru/memo/russian/zhuravlev_da/index.html «Огневой щит Москвы»]].
Семья: жена, дочь — работник советского посольства в США, сын погиб на фронте.

## Воинские звания
- майор (13.01.1936)
- полковник (28.02.1938)
- комбриг (29.10.1939)
- генерал-майор артиллерии (4.06.1940)
- генерал-лейтенант артиллерии (28.10.1941)
- генерал-полковник артиллерии (18.11.1944)

## Награды
- Орден Ленина (21.02.1945)
- 5 орденов Красного Знамени (22.02.1938, 28.10.1941, 22.08.1944, 3.11.1944, 20.06.1949)
- 2 Ордена Кутузова 1-й степени (28.01.1943, 17.11.1945)
- Орден Красной Звезды (16.08.1936)
- Медаль «За отвагу» (28.10.1967)
- Другие медали[4]

## Мемуары Д. А. Журавлёва
- Журавлёв Д. А. Огневой щит Москвы / Литературная запись Е. А. Смотрицкого. — М.: Воениздат, 1972. — 232, [20] с. — (Военные мемуары). — 100 000 экз. (в пер.)
- Журавлёв Д. А. Огневой щит Москвы / Литературная запись Е. А. Смотрицкого. — Изд. 2-е. — М.: Воениздат, 1988. — 240, [20] с. — (Военные мемуары). — 65 000 экз. — ISBN 5-203-00054-9. (в пер.)

## Память
Именем Журавлёва Даниила Арсентьевича названа улица в г. Баймаке, в Москве — площадь Журавлёва.